# Суханова, Нонна Сергеевна
Нонна Сергеевна Суханова (2 апреля 1934, Ленинград — 11 июня 2014, Санкт-Петербург) — советская эстрадная джазовая певица.

## Биография
Родилась в семье инженера-электрика. 
В 1953 году окончила музыкальную школу им. Римского-Корсакова. В 1957 году окончила филологический факультет Ленинградского государственного университета.
Выступала с эстрадно-симфоническим оркестром п/у Анатолия Бадхена и в ленинградском джаз-оркестре Сигала, затем была солисткой оркестра-септета Ореста Кандата. Пела в «Ленконцерте». Снискала себе славу ленинградской Эллы Фицджеральд.
Одной из первых на ленинградской эстраде стала петь на английском языке. В её репертуаре были «Грустный бэби» («Come to me my melancholy baby») из кинофильма «Судьба солдата в Америке» («Ревущие двадцатые»), «Лунное сияние» («Moonglow»), песенка из репертуара Джо Стаффорд «You Belong To Me», «Mambo Italiano» из репертуара Роуз-Мери Клуни, песни из кинофильма «Серенада солнечной долины» и другое.
Её стремление петь на английском вызывало раздражение цензоров того времени и требовало изобретательности конферансье, объявлявших её номера. Как отмечал участник ансамбля «Дружба» Леонид Алахвердов, московский конферансье Олег Милявский прибегал к следующему трюку. Он выходил и говорил: «А сейчас для вас будет петь ленинградская джазовая певица Нонна Суханова. Мы её обязали петь на английском, потому что она окончила иняз и нужно обязательно оправдать затраченные на неё средства».
Особую популярность Сухановой принесло закадровое исполнение «Песенки о морском дьяволе» («Эй, моряк!») в фильме 1961 года «Человек-амфибия».
Ей посвящено одно из стихотворений Иосифа Бродского, которое упоминается в фельетоне «Окололитературный трутень», опубликованном в 1963 году в газете «Вечерний Ленинград» («Настройте, Нонна, и меня на этот лад, чтоб жить и лгать, плести о жизни сказки»). Д. Бобышев, однако, утверждает, что авторы фельетона приписали Бродскому его стихотворение.

После выхода на пенсию преподавала английский язык (давала частные уроки). В последние годы жила на окраине Петербурга (Суздальский проспект) с дочерью и тремя внуками.
Скончалась 11 июня 2014 года в Санкт-Петербурге после продолжительной болезни.